# GMC Typhoon
GMC Typhoon – samochód osobowy typu SUV klasy średniej produkowany pod amerykańską marką GMC w latach 1991 – 1993.

## Historia i opis modelu

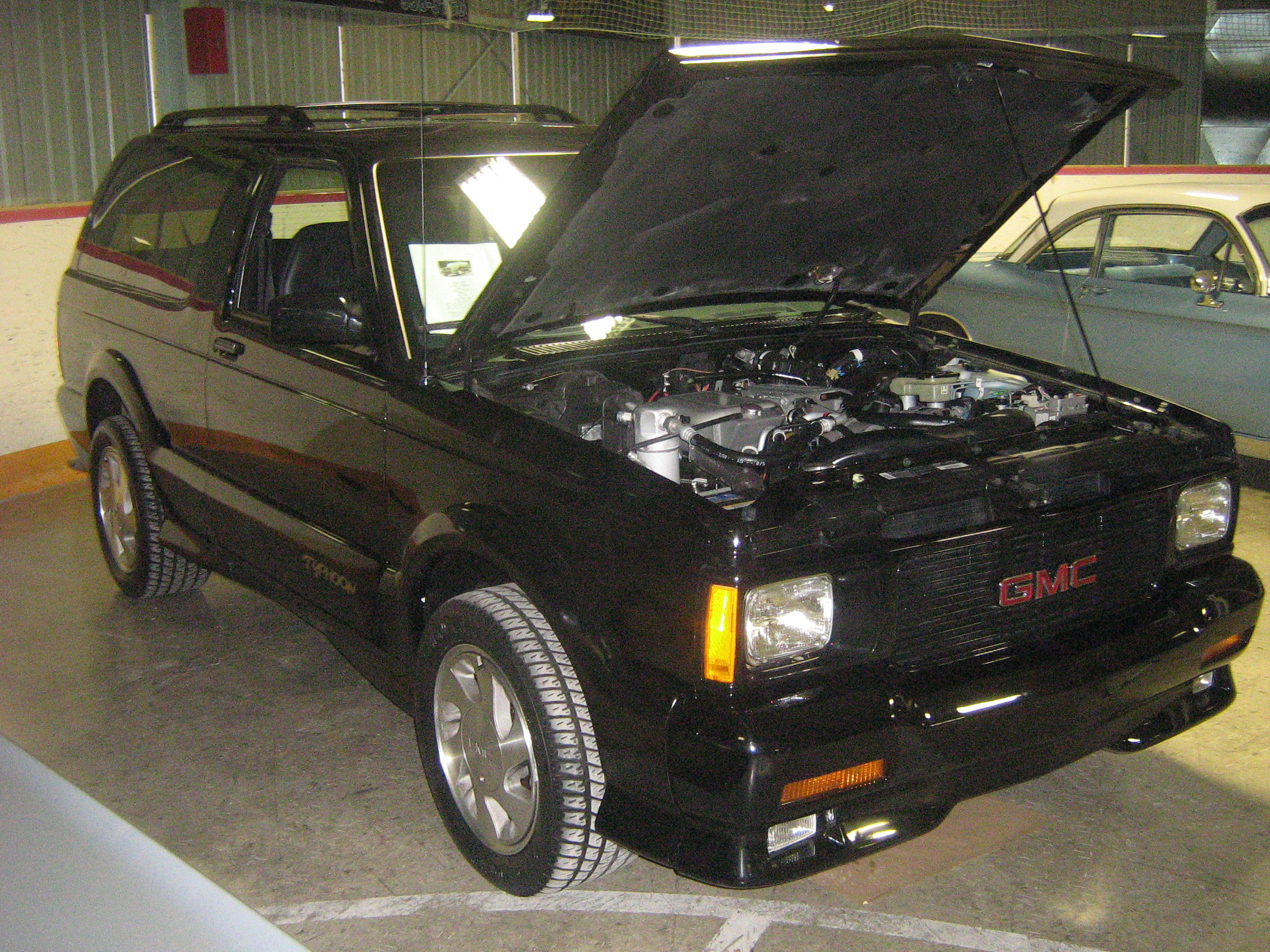
GMC Typhoon

GMC Typhoon bazuje na Chevrolecie Blazer. Jest to typowy 3-drzwiowy SUV ze stałym napędem 4x4, z obniżonym zawieszeniem i ładownością. Auto powstało w 1992 roku i było produkowane tylko do jesieni 1994.  W 1993 roku kosztowało ok. 30 tys. dolarów, dziś ceny używanych modeli sięgają 9 tys. dolarów. Samochód nigdy nie był dostępny poza USA w wersji oryginalnej. W Polsce znajduje się kilka indywidualnie sprowadzonych GMC Typhoon.

### Dane techniczne
Silnik to najmocniejsza strona tego samochodu. Seryjnie montowano 4,3 litrowy silnik V6 o mocy 285KM. Pozwala on rozpędzić to auto do 200km/h, a 100km/h osiąga już po 5,5s.
Samochód ten, w wersji pickup, o nazwie Syclone rozpędza się w czasie 4,5s do 100km/h. Czasy rewelacyjne, do dziś nieliczne seryjnie produkowane samochody mogą się równać z tym modelem, zwłaszcza, iż Typhoon to auto rodzinne, z zewnątrz przypomina nadwozia typu kombi. W wyposażeniu seryjnym były dostępne: ABS, klimatyzacja, zmieniarka CD, skórzane fotele i tapicerka, tempomat, elektryczne i podgrzewane szyby, lusterka, przyciemniane szyby, relingi dachowe.

### Modyfikacje
W 1994 roku niemiecka firma Geiger zaprezentowała całkowicie zmodernizowany samochód w wersji 5-drzwiowej, z silnikiem V8 o pojemności 5,7 litra i mocy 355KM. Prędkość maksymalna wzrosła do 236km/h, a przyśpieszenie 0-100km/h osiągnęło wartość 5 sekund. Auto posiadało 18 calowe felgi i opony 245/45 z przodu, oraz 345/30 z tyłu. Pozostał napęd na 4 koła i automatyczna skrzynia biegów.
Na bazie GMC Typhoon zespół Dunlop VTG No Limit zbudował pojazd, który w 2006 roku zajął pierwsze miejsce w polskich zawodach na 1/4 mili w klasie Maxi, oraz pobił rekord Polski z czasem 9.36 sekund. Pojazd został gruntownie zmodyfikowany i osiąga szacowaną moc maksymalną rzędu 1234KM, oraz moment obrotowy 1408Nm.
Przebudowany GMC Typhoon okazał się również najszybszym pojazdem podczas zawodów King of Europe w Kamieniu Śląskim, w 2007 roku.

### Silnik
- V6 4.3l